# Vlădeni, Ialomița
Vlădeni là một xã thuộc hạt Ialomița, România. Dân số thời điểm năm 2002 là 2254 người.